# Břehule skalní
Břehule skalní (Ptyonoprogne rupestris) je malý zpěvný pták z čeledi vlaštovkovití. Na první pohled se podobá břehuli říční, je však shora poněkud světlejší a v ocase má bílé skvrny. Zespodu je naopak tmavší, chybí ji obojek přes hruď a má velmi tmavé spodní křídlení krovky. Hnízdí v jeskyních, na stěnách útesů a příležitostně také na budovách v jižní Evropě a přilehlém Středomoří. První doložené pozorování z ČR bylo publikováno v roce 2004. Oficiální český název je vlaštovka pohorská, nicméně při publikaci tohoto názvu nebyl brán v úvahu již dříve používaný a mnohem rozšířenější název břehule skalní (viz např.).

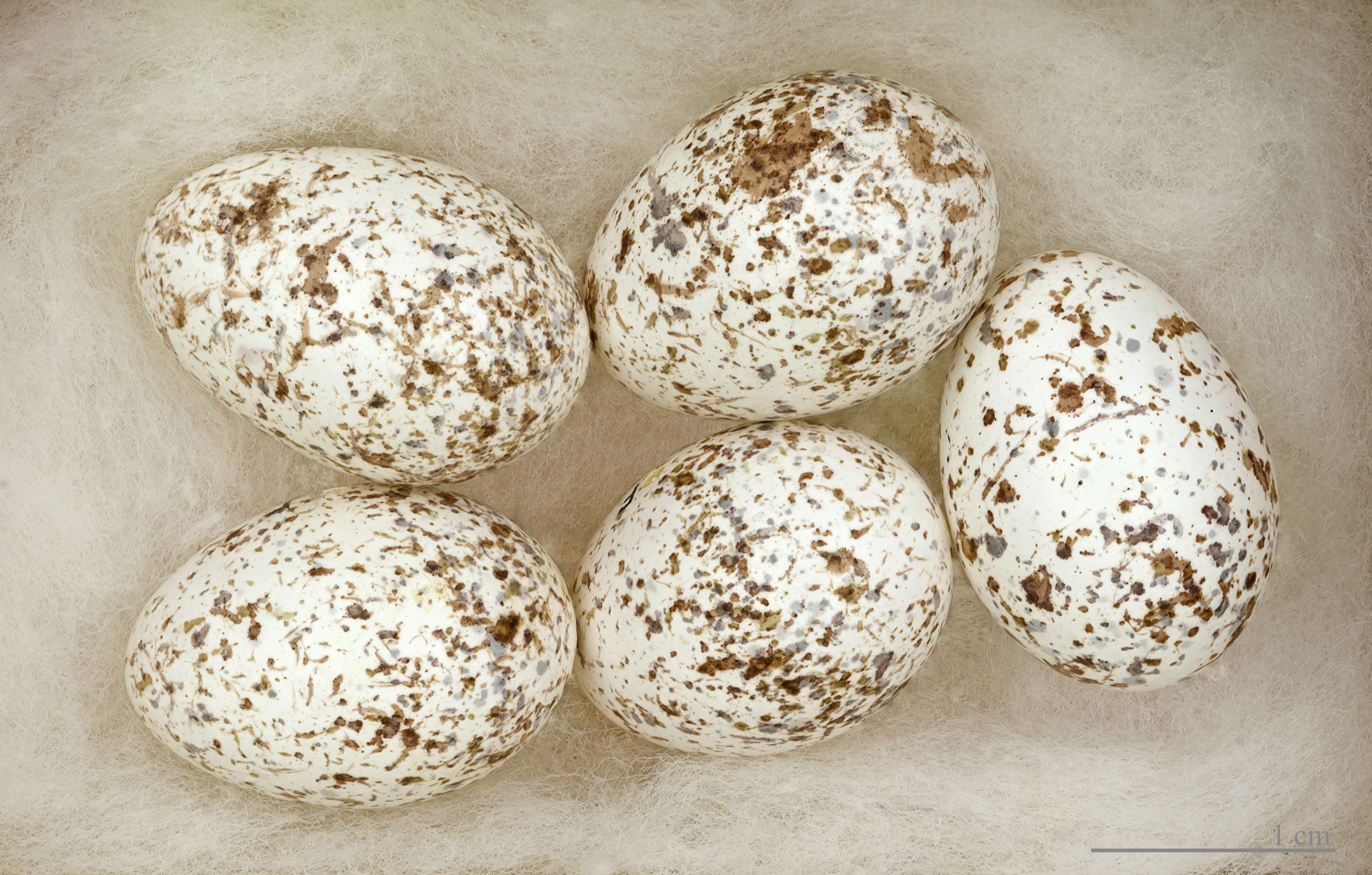
Vejce břehule skalní (Ptyonoprogne rupestris)